# Убийство Джейсона Гейджа
Джейсон Гейдж (1976 - 11 марта 2005) — 29-летний гей, убитый в своей квартире в Ватерлоо, штат Айова. Убийство сравнивалось национальной прессой с убийством Мэттью Шепарда и было причиной для принятия общегородских законов, защищающих ЛГБТ.

## Предыстория
В последний раз Джейсона Гейджа видели живым 11 марта 2005 года, когда он общался с друзьями в барах в центре Ватерлоо. Как-то вечером он пошел домой, в свою квартиру в здании Рассела-Лэмсона. С ним был 23-летний Джозеф Лоуренс.
Джейсон Гейдж был родом из Олвейна, штат Айова. Несколько лет назад он жил в Чикаго и Милуоки, прежде чем переехать в Ватерлоо. Он поселился в центре города и работал официантом в итальянском ресторане в своем многоквартирном доме. В январе 2003 года он поступил в Колледж дизайна волос в Ватерлоо, штат Айова, и его друзья сказали, что он мечтал работать в салоне большого города.
Джозеф Лоуренс родился в Сифорде, штат Делавэр. После жестокого обращения он был лишен своих биологических родителей и провел несколько лет в приемных семьях, прежде чем был усыновлен в возрасте 5 лет. Он переехал со своими приемными родителями в Мэриленд, Нью-Джерси, а затем в Огайо. Во время своего пребывания в Огайо он решил, что больше не хочет быть усыновленным, и вернулся в родную семью в возрасте 16 лет. Оттуда он переехал в Финикс, штат Аризона, а затем в Нью-Мексико. В начале 2003 года Лоуренс переехал из Фармингтона, штат Нью-Мексико, где он работал нефтяником, в Сидар-Фолс, штат Айова, чтобы быть со своей девушкой Элизабет Хостетлер, которая была на шестом месяце беременности. Пара, прожившая вместе год, решила переехать в Сидар-Фоллс, потому что у Хостетлер было много «друзей на всю жизнь» в этом районе, которые могли помочь с ребенком. Хостетлер сказала, что она познакомила Гейджа и Лоуренса примерно за неделю до убийства Гейджа. Хостетлер познакомилась с Гейджем через знакомого и знала его около двух лет.

## Убийство
Свидетели сообщили, что Гейдж и Лоуренс были вместе в ночь убийства Гейджа. Их видели в местном гей-клубе Kings & Queens перед тем, как они отправились на вечеринку в баре Times в нерабочее время. В какой-то момент они ушли и направились обратно в квартиру Гейджа. По словам Хостетлер, Гейдж сказал Лоуренсу, что он может дождаться такси в его квартире в двух кварталах от бара Times. Подруга и сосед Хостетлер сказала, что Лоуренс позвонил поздно в пятницу или рано в субботу и попросил отвезти домой из центра города, потому что ему «не нравилось гостеприимство этого места», и его нужно было подвезти, иначе он собирался «оказаться в тюрьме». Следователь сказал, что ему позвонил человек, которого попросили подвезти Лоуренса домой из клуба в центре города. Лоуренс так и не появился на прогулке, и этот человек сказал, что позже услышал от Хостетлер, что Лоуренс избил Гейджа.
Рано утром 12 марта, согласно телефонным записям, Лоуренс отправил несколько текстовых сообщений друзьям в Айове и Нью-Мексико через свой мобильный телефон. «Думаю, я только что убил парня», - говорится в одном из них. Во втором сообщении, отправленном Майклу Бейли в Нью-Мексико, было написано: «Тебе нужно позвонить мне в ближайшее время». Телефонный разговор между Бейли и Лоуренсом, в котором Лоуренс сказал, что «какой-то парень» пытался «сильно ударить его» и описывал драку, которая «вышла из-под контроля», указывает на то, что Лоуренс, возможно, не знал, что Гейдж мертв.

## Обнаружение и арест
В 23:00 14 марта 2005 года тело Гейджа было найдено в его постели, когда полиция вошла в его квартиру, после того, как друзья выразили обеспокоенность тем, что Гейдж не появился на работе в понедельник и его не видели в течение трех дней. Гейджа ударили бутылкой по голове и в шею осколком стекла. Через несколько часов 23-летний Джозеф Лоуренс из Сидар-Фоллс был арестован и обвинен в убийстве Гейджа. Полиция сообщила, что Лоуренс признал, что дрался с Гейджем, ударил его бутылкой и нанес удар осколком в шею. Вскрытие показало, что Гейдж умер от серьезных травм головы. На теле Гейджа не было защитных ран, которые указывали бы на то, что он отразил атаку. Когда полиция вошла в квартиру Гейджа, было обнаружено два стакана, что свидетельствует о том, что Гейдж и Лоуренс вместе пили и смотрели телевизор.

## Признание и мотив
Джозеф Лоуренс сделал видеозапись заявления в полицейском участке Ватерлоо после того, как полицейский в штатском пришел в дом, в котором он жил с Хостетлер, и попросил его прийти для допроса. В показаниях под присягой полиции Лоуренс признал, что дважды ударил Гейджа бутылкой и нанес ему удар осколком стекла. Хостетлер, невеста Лоуренса, предложила мотив, когда она сказала, что Лоуренс рассказал ей о сексуальных домогательствах со стороны Гейджа. Хостетлер сказала, что у Лоуренса были друзья-геи, он общался с геями и не имел «склонностей к насилию». Она сказала, что Гейдж, должно быть, добился физического успеха, инцидент никогда бы не произошел, если бы Лоуренс не был пьян. «Это не было преступлением на почве ненависти», - сказала Хостетлер.

## Обвинение в преступлении на почве ненависти
В Кодексе штата Айова нет закона, квалифицирующего убийство на основе расового или сексуального предубеждения как преступление на почве ненависти. Убийство, независимо от мотива, карается пожизненным заключением без права досрочного освобождения. Другой закон штата, упомянутый в деле Лоуренса, озаглавленный «Нарушение прав личности», запрещает нападения, вандализм и посягательство на владение по причинам расы, цвета кожи, религии, происхождения, национального происхождения, политической принадлежности, пола, сексуальной ориентации, возраста или инвалидности. В информацию о судебном процессе, официально обвиняющую Лоуренса в убийстве, прокурор включил версию о том, что Лоуренс убил Гейджа, совершив нападение в нарушение прав личности.

## Ответ сообщества
После смерти Гейджа Комиссия по правам человека Ватерлоо попросила городской совет добавить меры защиты сексуальной ориентации в городское постановление о правах человека, допустимое в соответствии с законодательством штата Айова. Мэр Ватерлоо Тим Херли присоединился к комиссии, осудив убийство Гейджа, на пресс-конференции перед офисом комиссии, но сказал, что не сформировал мнение о добавлении сексуальной ориентации в городское постановление о правах человека. Друзья Гейджа устроили молитву при свечах возле его многоквартирного дома, а его семья и одноклассники организовали мемориал возле школы красоты. Его поминки в Эльвейне посетили сотни человек, а похороны собрали слишком большую толпу для похоронного бюро, где они проходили. Друзья и члены сообщества учредили стипендию имени Гейджа и продавали футболки и значки с его изображением, чтобы собрать деньги. Три церкви области собрали пожертвования для Гейджа. Акция по сбору денег в стипендиальный фонд была проведена в городском конференц-центре и привлекла множество посетителей. Это также привлекло протестующих из баптистской церкви Вестборо в Топике, штат Канзас. Около 20 членов Вестборо пикетировали шесть местных церквей и стояли возле конференц-центра с плакатами и криками, что Гейдж был в аду. Затем к ним присоединилась вторая группа, Consuming Fire Campus Ministries, которую организовал Мэтт Бурголт.

## Заявление о признании вины и вынесение приговора
16 декабря 2005 года в рамках соглашения о признании вины Джозеф Лоуренс подал заявление о признании Алфорда в деле об убийстве Джейсона Гейджа. Это заявление позволило Лоуренсу избежать признания вины, признав при этом, что он, вероятно, был бы признан виновным в убийстве Гейджа, если бы дело было передано в суд. Первоначально обвиненный в убийстве первой степени, что означало пожизненное заключение без права досрочного освобождения, Лоуренс сослался на меньшее обвинение в убийстве второй степени. В рамках соглашения о признании вины Лоуренс также отказался от своего права обжаловать заявление и приговор и обязался выплатить гражданский штраф в размере 150 000 долларов. После заявления о признании вины Лоуренс добавил: «Мне нечего сказать» и молчал во время вынесения приговора. Судья Брюс Загер приговорил Лоуренса к 50 годам, что было обязательным наказанием по закону штата Айова. Лоуренс должен отбыть не менее 70 процентов - 35 лет - своего срока, прежде чем он получит право на условно-досрочное освобождение.